# هلال چتینکایا
هلال چتینکایا (انگلیسی: Hilal Çetinkaya؛ زادهٔ ۳ مارس ۱۹۹۷) بازیکن فوتبال اهل ترکیه است.
وی همچنین در تیم‌های ملی فوتبال Turkey women's national under-17 football team و Turkey women's national under-19 football team بازی کرده‌است.